# Віцюк Ольга Іванівна
Ольга Іванівна Віцюк (17 лютого 1929 — 13 лютого 2010) — українська радянська діячка, новатор виробництва, шліфувальниця Київської меблевої фабрики імені Боженка. Депутат Верховної Ради УРСР 6—7-го скликань.

## Біографія
З 1950-х років — шліфувальниця Київської меблевої фабрики імені Боженка.
Член КПРС з 1966 року.
Потім — на пенсії у місті Києві.

## Нагороди
- ордени
- медалі